# Vol Air New Zealand 4374
Le 17 février 1979, un Fokker F27 effectuant le vol Air New Zealand 4374, un vol régional en provenance de Gisborne, en Nouvelle-Zélande, s'écrase lors de la phase d'approche sur l'aéroport d'Auckland, tuant deux des quatre personnes à bord.

## Avion
L'appareil impliqué est un Fokker F27-500, immatriculé ZK-NFC, et âgé de huit ans au moment de l'accident. Jusqu'en 1977, il était exploité par la New Zealand National Airways Corporation (en) (NAC).

## Accident

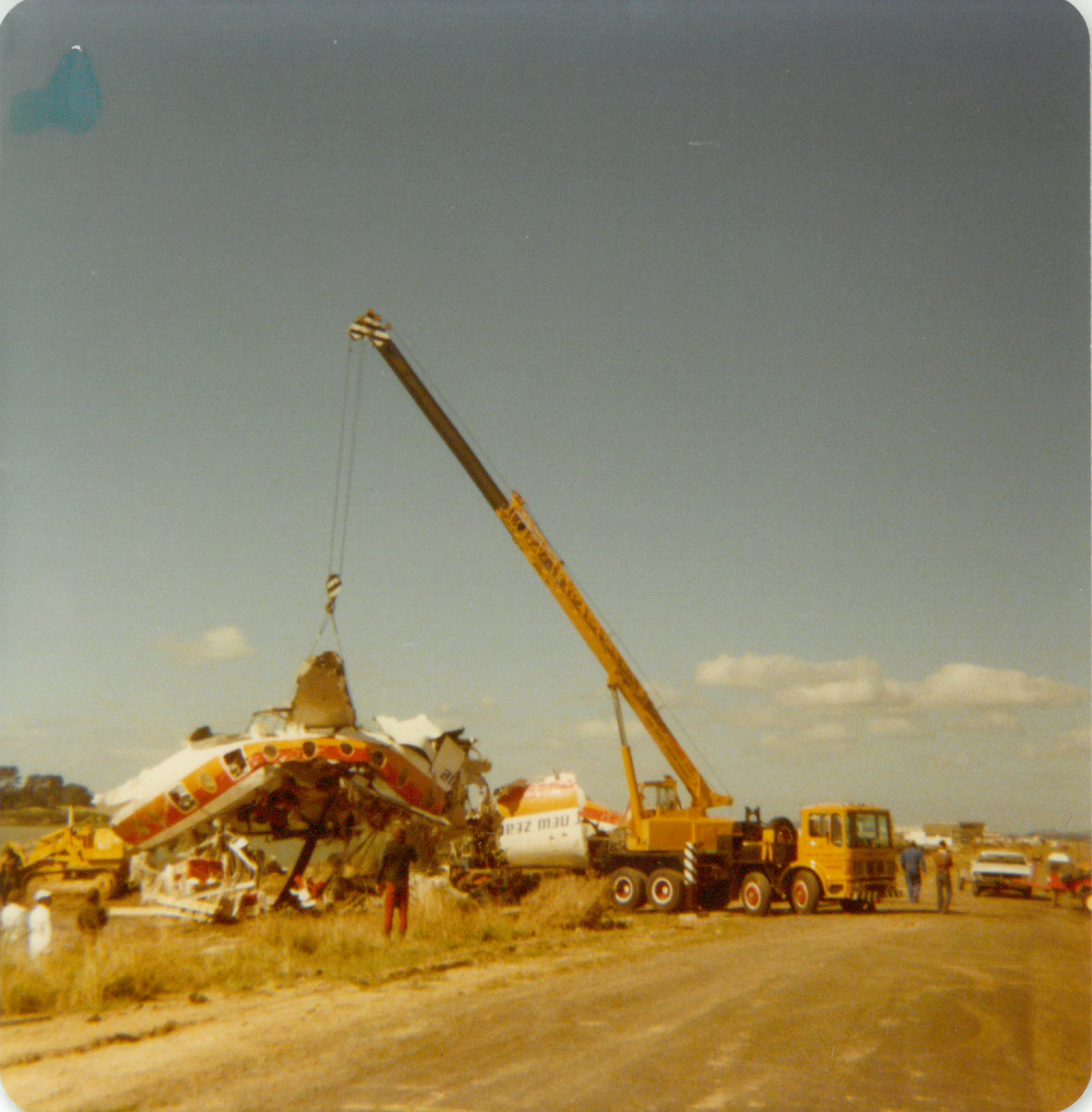
Récupération de l'épave, après l'accident du vol 4374.

À 14h28, le vol 4374 s'est stabilisé à une altitude de 3 000 pieds (914 mètres), avec le train d'atterrissage et les volets rentrés et était guidé par le contrôle radar pour une approche de type ILS vers Auckland. Lorsque le commandant de bord a commencé la descente, l'avion était à 14 kilomètres du seuil de piste, avec une vitesse d'environ 165 nœuds (305 km/h) et en position pour effectuer un atterrissage sur la piste 05. 
Quelques minutes plus tard, la vitesse indiquée de l'avion a augmenté à 211 nœuds (390 km/h), soit onze nœuds de plus que la vitesse stipulée par la compagnie pour cette phase du vol, alors que l'avion atteignait 1 436 pieds (437 mètres) d'altitude. La puissance des moteurs a probablement été réduite au réglage minimum recommandé pour la descente. 
À ce stade, les volets étaient toujours rentrés et l'avion n'était pas aligné avec l'axe de la piste, tandis qu'une forte averse masquait le seuil de piste. Le copilote n'a pu voir aucun des feux d'approche ou de piste. L'avion est alors descendu jusqu'à entrer en collision avec les eaux du port de Manukau, à environ un kilomètre à l'ouest du seuil de la piste 05.

## Enquête
L'enquête a révélé que les pilotes ont été induit en erreur par une illusion d'optique, en raison de la visibilité réduite sur la piste, qui leur a fait croire que l'appareil se trouvait à une altitude suffisante, et qu'ils n'ont pas suffisamment utilisé les instruments de vol pour confirmer une trajectoire sûre pour l'atterrissage.